# Време чуда (филм)
Време чуда је југословенски играни филм из 1989. године. Сценарио за филм су заједно написали Борислав Пекић и Горан Паскаљевић по мотивима Пекићевог истоименог романа из 1965.

## Радња
Село Витанија (по узору на село које се према Библији налази надомак Јерусалима где је васкрсао четвородневни Лазар), септембар 1945, Други свјетски рат је тек завршен. Нова револуционарна власт започиње борбу против народних обичаја и вјеровања те покреће процес „истјеривања Бога“. Сеоска школа је изгорела у пожару, а власти проваљују у сеоску цркву и истјерују попа. Један револуционар се пење на цркву и на крст качи заставу КПЈ. Остали револуционари крече фреске на зидовима. Међутим, након сваког покушаја кречења зидова, фреске се чудом враћају. Комунисти овај чин доживљавају као контрареволуционарни акт. Убрзо учитељ умире а у селу се појављује странац.
Младић кога нико не познаје додирује руке преминулог учитеља на одру, и подиже га из мртвих. Народ почиње да вјерује да је у њихово село стигао Христос и да чини чуда, а комунисти подизања из мртвих проглашавају контрареволуционарним чином. Проблем комуниста сада представља учитељ који се подигао из мртвих, јер револуција не вјерује у чуда. Долази до сукоба двије догме: примитивног тумачења комунизма и хришћанства.

## Улоге
| Глумац                  | Улога          |
| ----------------------- | -------------- |
| Предраг Мики Манојловић | Никодим        |
| Драган Максимовић       | Лазар          |
| Мирјана Карановић       | Марта          |
| Данило Бата Стојковић   | Јован          |
| Светозар Цветковић      | младић         |
| Мирјана Јоковић         | Марија         |
| Љуба Тадић              | поп Лука       |
| Слободан Нинковић       | Озрен          |
| Душан Јанићијевић       | хромац         |
| Стојан Аранђеловић      | слепац         |
| Љиљана Јовановић        | Михајлова жена |
| Неда Арнерић            | попадија       |
| Радмила Савићевић       | старица        |
| Стојан Дечермић         | судија         |
| Драгомир Фелба          | Михајло        |
| Милан Плештина          | Михајлов син   |
| Оливера Викторовић      | Станија        |
| Тана Маскарели          | мајка          |
| Мирослав Млинар         |                |
| Цана Савић              |                |
| Милан Врачар            |                |
| Жељко Лончар            |                |
| Жељко Павличић          |                |
| Мирослав Алавања        |                |
| Вуки                    | пас            |

## Награде
Филм је 1990. био југословенски кандидат за Оскара, али се није номиновао у ужи избор. Исте године је приказан на Канском фестивалу, гдје је Горан Паскаљевић добио награду за режију. Филм је 1990. освојио награду критичара на филмском фестивалу у Сан Себастијану у Шпанији.
Добитник је треће награде за сценарио на Фестивалу југословенског филмског сценарија у Врњачкој Бањи 1990. Југославију је представљао и на међународном фестивалу „Интерфест“ у Москви 1990, на фестивалу у Глазгову 1990, те на Свјетском филмском фестивалу у Монтреалу 1990.

## Музика
Оригиналну музику је компоновао Зоран Симјановић. Једна од главних тема је Гламочко коло (српска народна), затим Пјесма раду (Корков / Годанов), Интернационала (Готије / Богдановић), арија из опере „Норма“ (Белини) у извођењу Радмиле Бакочевић. Један од узвођача је и хор КУД Иво Лола Рибар из Београда којим је дириговао Милоје Николић, те солисткиња Бојка Ђорђевић.

## Занимљивости
Филм је сниман у селу Зеленграду, и за потребе филма је изграђена црква, у којој се чуда из филма дешавају.
- Црква у којој се одвија радња филма, изграђена у Зеленграду.
- Црква у којој се одвија радња филма, изграђена у Зеленграду.